# 塩川和則
塩川 和則（しおかわ かずのり 1950年 - ）は、元・TBSプロデューサー。プレミアムエンターテイメント代表取締役会長CEO。

## 来歴・人物
慶應義塾大学商学部卒業。1973年、株式会社東京放送（TBS）入社。同期はTBSテレビ執行役員の八木康夫。
入社後、テレビ制作局制作部に所属。居作昌果プロデューサーの部下になる。当時の人気番組「8時だよ!全員集合」、「クイズダービー」を担当。居作から番組制作の手ほどきを受けつつ、師と仰ぎADとして勉強を積む。
その後、その経験が番組制作に大いに生かされヒット番組を続出させた。当時、TBSの視聴率も2位まで復活させ「バラエティの神様」とも呼ばれた。
若手の育成にも積極的で、難波一弘、園田憲、阿部龍二郎、那須田淳、合田隆信をはじめ多数のプロデューサー、演出家等を育てたと言われている。
制作一部長・テレビ編成局次長・TBSエンタテインメント取締役・メディア推進局副理事を歴任。
TBS退職後、2006年まで株式会社アミューズの執行役員を務める。その後、株式会社プレミアムエンターテイメントを設立。
2017年より人工知能開発専門会社の株式会社９DWのシニアスーパーバイザーを務めていた。
政治家の塩川正十郎とは親戚にあたる。また馬主としても知られている。

## 略歴
- 1976年、8時だョ!全員集合を演出家としてデビュー。（1985年9月終了まで色々な番組を兼務）
- 同年日本レコード大賞も演出。｛日本レコード大賞は1990年まで演出、プロデューサーと担当｝
- 1976年～1978年、「ピンキーパンチ大逆転」「せんみつ・湯原ドット30」「ゆく年くる年」「さよならキャンディーズ（後楽園）」「ピンクレディースペシャル」他多数。
- 1979年、「東京音楽祭」演出。「'80年未来をこの手に!」12月31日放送のスペシャル番組を手掛ける。その後、東京放送ニューヨーク支局にて勤務。世界で初めて、ヒューストンＮＡＳＡとケープケネディのスペースシャトルから、アメリカのプロダクションと共同で、衛星生中継。担当プロデューサー。衛星中継の先鞭となる。
- 1980年、植村直己と南極大陸のアルゼンチンの基地に滞在。植村と「行く年。来る年」を日本初の録画中継を成功させる。
- 1983年、サラエボオリンピックのためロンドンへ。黒岩彰、北沢欣浩のドキュメンタリーの番組で北沢の銀メダルの瞬間を200日かけて追い続ける。「さよなら！ピンクレディー」「自由の女神200年」他、多数の番組プロデューサーとして作品を出した。
- 1984年、ドラマ「うちの子にかぎって…」「胸さわぐ苺たち」「勝手にしやがれ殺人事件」演出。「翔んでる警視」プロデューサー。
- 1984年～　事業局兼務　イベント多数。
- 1985年、「新伍のお待ちどおさま」プロデューサー。昼の生放送を開拓。
- 1985年～1989年「怪傑黄金時間帯」「いきなりクライマックス」「所、さんまの赤丸急上昇」「4月だョ！全員集合」「10月だョ！全員集合」「ギミア・ぶれいく」　総合プロデューサー。「ドミノ倒し」「埋蔵金」「笑ゥせぇるすまん」等の多数のヒット企画を出した。
- 1991年、テレビ営業局ネット営業部副部長
- 1992年、テレビ編成局編成部副部長「チューボーですよ!」「クイズ悪魔のささやき」「どうぶつ奇想天外!」「スポーツマンNo.1決定戦」「筋肉番付」等の多数の番組企画立案。この時期にTBSを視聴率2位まで復活させた。
- 2003年、東京国税局より9千数百万円の申告漏れを指摘され、TBSを諭旨解雇された[2][3]。

## 手がけた番組

### バラエティ

#### 演出
- 8時だョ!全員集合（後にプロデューサー）
  - 4月だョ（10月だョ）!全員集合（後にプロデューサー）
- ザ・ベストテン

#### プロデューサー
- 合言葉は音楽気分!（演出兼任）
- 新伍のお待ちどおさま
- 東京イエローページ（前期）
- ギミア・ぶれいく
- いきなり!クライマックス
- 怪傑黄金時間隊!!
- オールスター感謝祭'00秋 超豪華!クイズ決定版20世紀最後の特大号

#### 制作
- ウンナンのホントコ!（クレジット表記無）
  - 未来日記
- ガチンコ!
- うたばん
- ワンダフル
- 学校へ行こう!
- 21世紀プロジェクト 年越し30時間生放送!!テレビのちから

#### 総指揮
- ファイトTV24・やればできるさ!

他

### ドラマ
- うちの子にかぎって1・2（演出）
- 「勝手にしやがれ」殺人事件〜結婚詐欺師とよばれて〜
- パパ・サヴァイバル
- 坊っちゃんちゃん
- 君と出逢ってから
- Dear ウーマン
- 恋のためらい

### 映画
- 「未来日記」（エグゼクティブプロデューサー）